# Xaver Terofal
Xaver Terofal (20 de enero de 1862 - 4 de abril de 1940) fue un actor y director teatral alemán.

## Biografía
Nacido en Dorfen, Alemania, en el seno de una familia de origen francés dedicada con éxito a la producción vitivinícola, su bisabuelo era el diplomático francés Carl Laforet. Xaver modificó el apellido familiar, transformándolo en Terofal. 
Desde muy joven, Terofal se interesó por la música, la danza y, sobre todo, por el teatro. A petición de su padre, completó el aprendizaje de carnicero en Isen. Trabajó algún tiempo en esa profesión y pronto, con la ayuda de su padre, pudo arrendar varias tabernas en las poblaciones de Dorfen, Halfing y Munich, organizando en las mismas actuaciones teatrales y musicales.
Terofal debutó en el Staatstheater am Gärtnerplatz de Munich bailando el tradicional Schuhplattler. Allí trabó amistad con el actor Konrad Dreher. Terofal tuvo un éxito rotundo, de modo que en 1891 pudo adquirir en Schliersee el Hotel Seehaus. Junto a su amigo y colega Dreher fundó poco después el Bauerntheater de Schliersee. Con esa formación hizo una exitosa gira por Alemania, Austria y Suiza, y en 1894 viajó por los Estados Unidos, actuando en el Metropolitan Opera House.
Xaver Terofal falleció en 1940 en Schliersee, Alemania, a slo 78 años de edad, siendo enterrado en dicha población. Había estado casado con Anna Terofal, Motzet de soltera, originaria de Isen